# أندي ليزلي
أندي ليزلي (بالإنجليزية: Andy Leslie) هو لاعب اتحاد الرغبي نيوزيلندي، ولد في 10 نوفمبر 1944 في لور هوت في نيوزيلندا.